# Martin Davidson
Pour les articles homonymes, voir Davidson.
Martin Davidson né le 7 novembre 1939 à Brooklyn, est un réalisateur, producteur, scénariste et acteur américain.

## Biographie
Diplômé de l'American Academy of Dramatic Arts, Davidson est acteur dans des spectacles de Off-Broadway et des théâtres régionaux pendant cinq ans.
Son premier film réalisé est Les Mains dans les poches, mettant en vedette Sylvester Stallone et Henry Winkler. Il remporte un ACE award pour Long Gone (en).
Il est marié à Sandy Davidson,.

## Filmographie sélective
- 1974 : Les Mains dans les poches (également co-scénariste avec Stephen Verona (en) et Gail Gleckler)
- 1978 : If Ever I See You Again (en) (co-scénariste, avec Joe Brooks (en))
- 1978 : Almost Summer (en) (également co-scénariste, avec Marc Reid Rubel, Sandra Berg et Judith Berg)
- 1980 : Captain Avenger (en)
- 1983 : Eddie and the Cruisers (également co-scénariste, avec Arlene Davidson)
- 1987 : Long Gone (en)
- 1989 : Les Années copain (Heart of Dixie)
- 1991 : Hard Promises
- 2000 : Les Légendes de Brooklyn (également co-scénariste, avec Robert Held et Jeffrey Goldenberg)

### Télévision
- 1984 : Call to Glory (en)
- 1985 : Our Family Honor (en)
- 1990 : New York, police judiciaire
- 1991 : My Life and Times (en)
- 1993 : Un drôle de shérif
- 1994 : Chicago Hope : La Vie à tout prix
- 2000 : Amy
- 2002 : Girls Club (en)